# Égliseneuve-près-Billom
Pour les articles homonymes, voir Égliseneuve et Église-Neuve.
Égliseneuve-près-Billom est une commune française située dans le département du Puy-de-Dôme, en région Auvergne-Rhône-Alpes. Elle fait partie de l'aire d'attraction de Clermont-Ferrand.

## Géographie

### Localisation

#### Lieux-dits et écarts
Arlanges, les Barnoux, la Barrière, la Boissière, le Bon Michel, Bouys, Brossolières (en partie, avec Bongheat), le Château, le Coudert, les Escuits, le Fangheat, Fenilhat, Fontbayoux, Forestille, les Gandons, les Gouttes, Grenier, la Jonchère, Laire, les Lasteyras, Liovingut, les Loubatoux, les Maisons Basses, Marcillole, le Mas d'Auteyras, les Méradoux, le Moulin Blanc, la Peyrouse, le Pialoux, les Pierrys, Pincoup, la Pireyre, Pré Coustille, les Ribeyres, les Rougers, Taussat, la Saigne, Train, la Varenne, les Vigiers.

#### Communes limitrophes
Six communes sont limitrophes :
|           | Glaine-Montaigut        |                          |
| Billom    | Égliseneuve-près-Billom | Bongheat                 |
| Montmorin |                         | Mauzun, Fayet-le-Château |

### Voies de communication et transports
La commune est accessible par la route départementale 997 reliant Billom à Saint-Dier-d'Auvergne. Les départementales 135, 303, 303a, 306 et 307 traversent aussi la commune.

### Climat
Pour des articles plus généraux, voir Climat d'Auvergne-Rhône-Alpes et Climat du Puy-de-Dôme.
En 2010, le climat de la commune est de type climat des marges montargnardes, selon une étude du Centre national de la recherche scientifique s'appuyant sur une série de données couvrant la période 1971-2000. En 2020, Météo-France publie une typologie des climats de la France métropolitaine dans laquelle la commune est exposée à un climat de montagne ou de marges de montagne et est dans la région climatique Nord-est du Massif Central, caractérisée par une pluviométrie annuelle de 800 à 1 200 mm, bien répartie dans l’année.
Pour la période 1971-2000, la température annuelle moyenne est de 10,5 °C, avec une amplitude thermique annuelle de 16,2 °C. Le cumul annuel moyen de précipitations est de 890 mm, avec 9,2 jours de précipitations en janvier et 7,7 jours en juillet. Pour la période 1991-2020, la température moyenne annuelle observée sur la station météorologique de Météo-France la plus proche, « Fayet-le-Château », sur la commune de Fayet-le-Château à 5 km à vol d'oiseau, est de 11,2 °C et le cumul annuel moyen de précipitations est de 889,9 mm,. Pour l'avenir, les paramètres climatiques de la commune estimés pour 2050 selon différents scénarios d'émission de gaz à effet de serre sont consultables sur un site dédié publié par Météo-France en novembre 2022.

## Urbanisme

### Typologie
Au 1er janvier 2024, Égliseneuve-près-Billom est catégorisée commune rurale à habitat dispersé, selon la nouvelle grille communale de densité à sept niveaux définie par l'Insee en 2022.
Elle est située hors unité urbaine. Par ailleurs la commune fait partie de l'aire d'attraction de Clermont-Ferrand, dont elle est une commune de la couronne,. Cette aire, qui regroupe 209 communes, est catégorisée dans les aires de 200 000 à moins de 700 000 habitants,.

### Occupation des sols
L'occupation des sols de la commune, telle qu'elle ressort de la base de données européenne d’occupation biophysique des sols Corine Land Cover (CLC), est marquée par l'importance des territoires agricoles (76,4 % en 2018), une proportion identique à celle de 1990 (76,4 %). La répartition détaillée en 2018 est la suivante : prairies (38,4 %), forêts (23,6 %), zones agricoles hétérogènes (20,1 %), terres arables (17,9 %). L'évolution de l’occupation des sols de la commune et de ses infrastructures peut être observée sur les différentes représentations cartographiques du territoire : la carte de Cassini (XVIIIe siècle), la carte d'état-major (1820-1866) et les cartes ou photos aériennes de l'IGN pour la période actuelle (1950 à aujourd'hui).

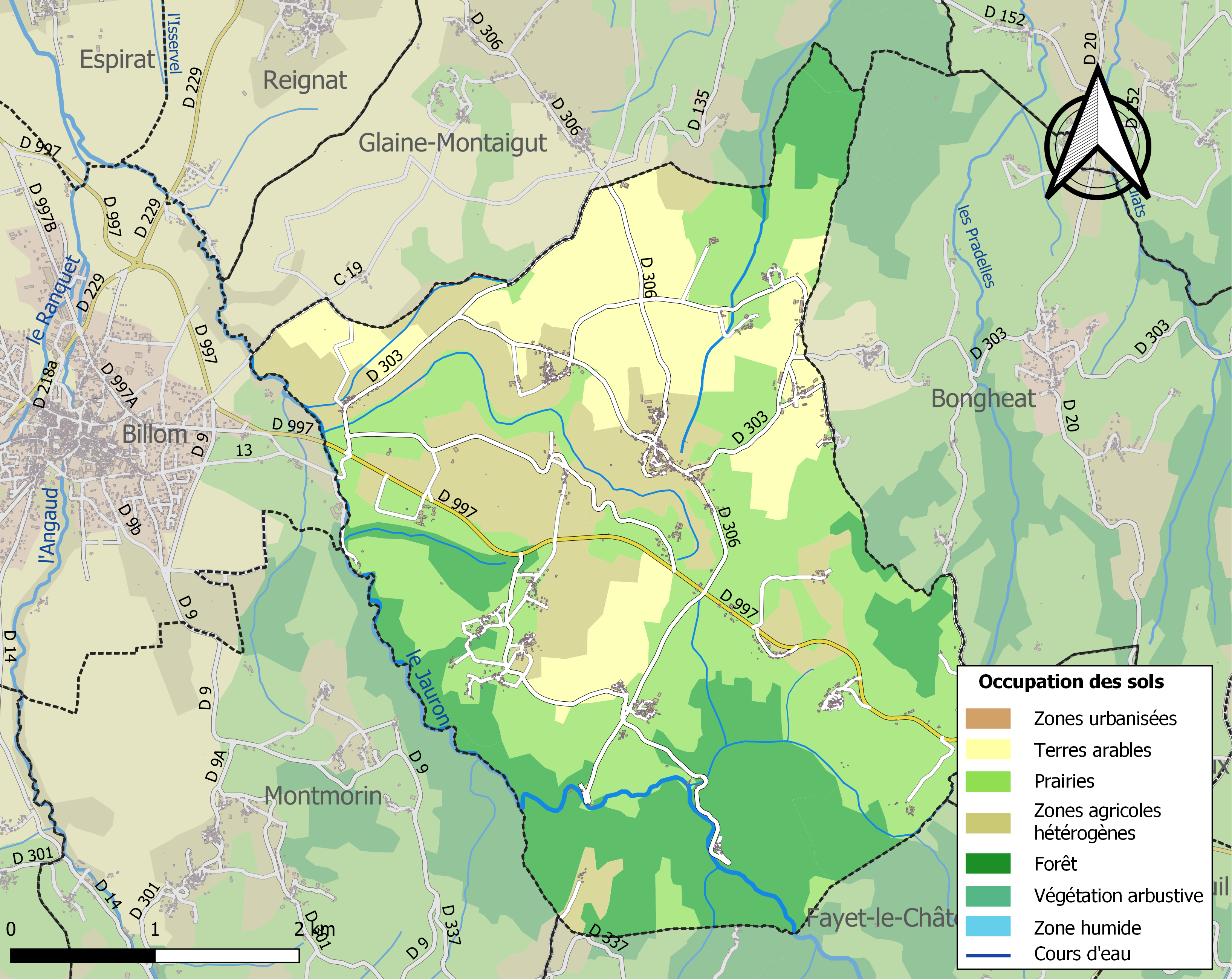
Carte des infrastructures et de l'occupation des sols de la commune en 2018 (CLC).

## Toponymie
Au cours de la période révolutionnaire de la Convention nationale (1792-1795), la commune a porté le nom de Beauvallon. Pour la petite histoire, Beauvallon est aussi le nom du festival de chanson française qui a lieu sur la commune début juin.

## Politique et administration

### Découpage territorial
La commune d'Égliseneuve-près-Billom est membre de la communauté de communes Billom Communauté, un établissement public de coopération intercommunale (EPCI) à fiscalité propre créé le 1er janvier 2017 dont le siège est à Billom. Ce dernier est par ailleurs membre d'autres groupements intercommunaux.
Sur le plan administratif, elle est rattachée à l'arrondissement de Clermont-Ferrand, à la circonscription administrative de l'État du Puy-de-Dôme et à la région Auvergne-Rhône-Alpes.
Sur le plan électoral, elle dépend du canton de Billom pour l'élection des conseillers départementaux, depuis le redécoupage cantonal de 2014 entré en vigueur en 2015, et de la cinquième circonscription du Puy-de-Dôme pour les élections législatives, depuis le dernier découpage électoral de 2010.

### Élections municipales et communautaires

#### Élections de 2020
Le conseil municipal d'Égliseneuve-près-Billom, commune de moins de 1 000 habitants, est élu au scrutin majoritaire plurinominal à deux tours avec candidatures isolées ou groupées et possibilité de panachage. Compte tenu de la population communale, le nombre de sièges à pourvoir lors des élections municipales de 2020 est de 15. La totalité des quinze candidats en lice est élue dès le premier tour, le 15 mars 2020, avec un taux de participation de 50,21 %.
Le conseil municipal, réuni en mai 2020 pour élire le maire, a désigné trois adjoints.

#### Chronologie des maires
| Période                                  | Période                    | Identité       | Étiquette | Qualité    |
| ---------------------------------------- | -------------------------- | -------------- | --------- | ---------- |
| Les données manquantes sont à compléter. |                            |                |           |            |
| mars 1989                                | mars 2014                  | René Montagner | PCF       |            |
| mars 2014 (réélu en 2020)                | En cours (au 13 août 2020) | Daniel Salles, |           | Commercial |

### Finances locales
Les taux appliqués en 2020 sont les suivants : taxe d'habitation 14,23 %, taxe foncière sur les propriétés bâties 19,20 %, taxe foncière sur les propriétés non bâties 121,09 %.

## Équipements et services publics

### Enseignement
Égliseneuve-près-Billom dépend de l'académie de Clermont-Ferrand. Elle gère une école primaire publique, en regroupement pédagogique intercommunal avec Bongheat. Les élèves de maternelle, de CP et de CE1 fréquentent l'école d'Égliseneuve-près-Billom, tandis que les CE2, CM1 et CM2 vont à Bongheat.
Ils poursuivent leur scolarité au collège du Beffroi, à Billom, puis au lycée René-Descartes de Cournon-d'Auvergne pour les filières générales et sciences et technologies du management et de la gestion, ou au lycée Lafayette de Clermont-Ferrand pour la filière sciences et technologies de l'industrie et du développement durable.

## Population et société

### Démographie
L'évolution du nombre d'habitants est connue à travers les recensements de la population effectués dans la commune depuis 1793. Pour les communes de moins de 10 000 habitants, une enquête de recensement portant sur toute la population est réalisée tous les cinq ans, les populations de référence des années intermédiaires étant quant à elles estimées par interpolation ou extrapolation. Pour la commune, le premier recensement exhaustif entrant dans le cadre du nouveau dispositif a été réalisé en 2007.

En 2022, la commune comptait 894 habitants, en évolution de +11,33 % par rapport à 2016 (Puy-de-Dôme : +2,1 %, France hors Mayotte : +2,11 %).
| 1793  | 1800  | 1806  | 1821  | 1831  | 1836  | 1841  | 1846  | 1851  |
| ----- | ----- | ----- | ----- | ----- | ----- | ----- | ----- | ----- |
| 1 419 | 1 482 | 1 576 | 1 639 | 1 606 | 1 668 | 1 619 | 1 574 | 1 636 |

| 1856  | 1861  | 1866  | 1872  | 1876  | 1881  | 1886  | 1891  | 1896  |
| ----- | ----- | ----- | ----- | ----- | ----- | ----- | ----- | ----- |
| 1 637 | 1 528 | 1 530 | 1 505 | 1 518 | 1 503 | 1 513 | 1 357 | 1 225 |

| 1901  | 1906  | 1911 | 1921 | 1926 | 1931 | 1936 | 1946 | 1954 |
| ----- | ----- | ---- | ---- | ---- | ---- | ---- | ---- | ---- |
| 1 220 | 1 097 | 998  | 848  | 838  | 840  | 840  | 809  | 734  |

| 1962 | 1968 | 1975 | 1982 | 1990 | 1999 | 2006 | 2007 | 2012 |
| ---- | ---- | ---- | ---- | ---- | ---- | ---- | ---- | ---- |
| 493  | 442  | 409  | 439  | 625  | 681  | 812  | 829  | 825  |

| 2017 | 2022 | - | - | - | - | - | - | - |
| ---- | ---- | - | - | - | - | - | - | - |
| 799  | 894  | - | - | - | - | - | - | - |

### Sports
La commune possède un club de football.

### Lieux et monuments

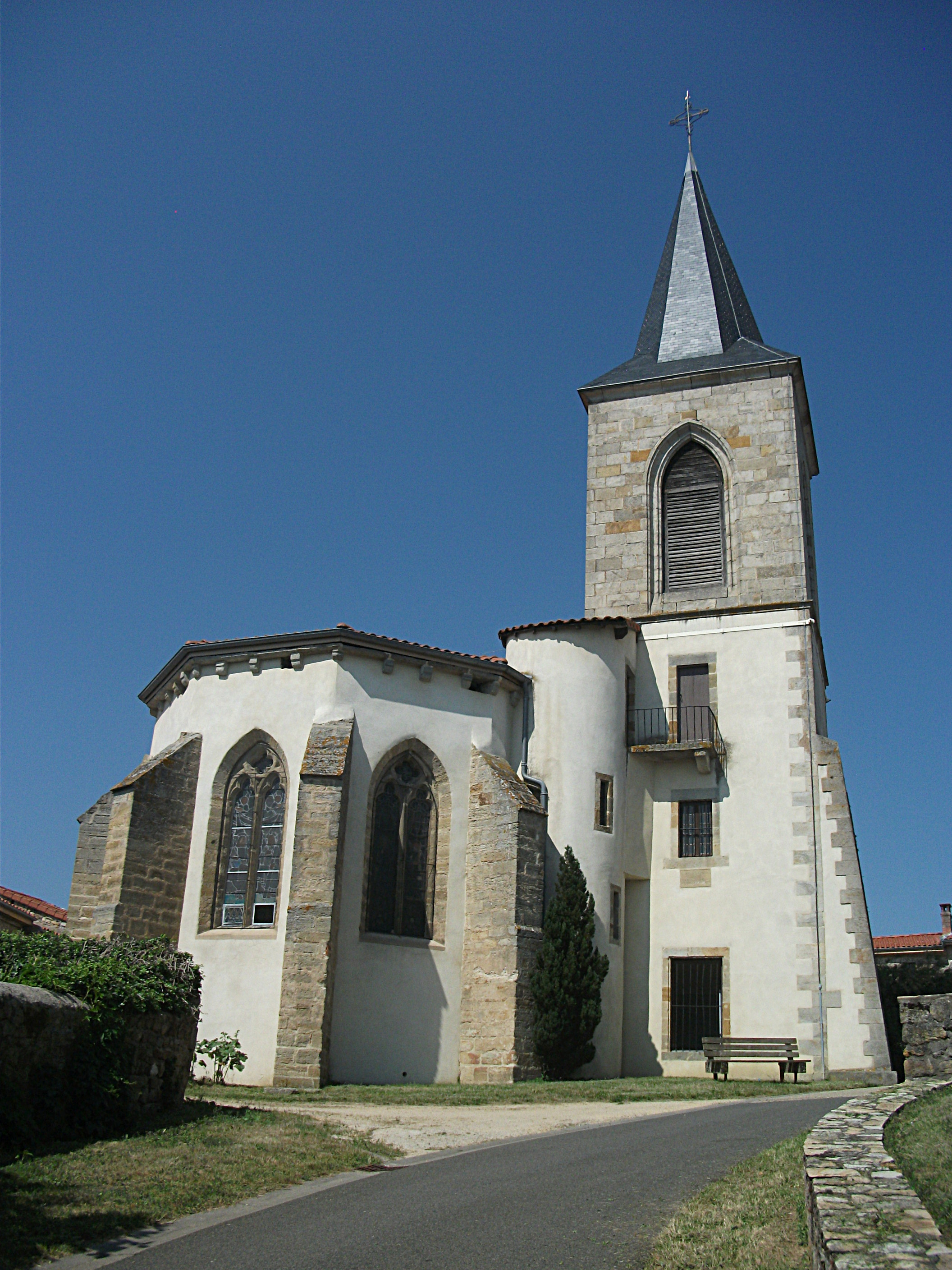
Église.

## Culture locale et patrimoine

### Patrimoine naturel
- La commune d'Égliseneuve-près-Billom est adhérente du parc naturel régional Livradois-Forez.

## Archives
- Registres paroissiaux et d'état civil depuis :
- Dépouillements généalogiques :
- Délibérations municipales depuis :